# Sunakawa Makoto
Makoto Sunakawa (sinh ngày 10 tháng 8 năm 1977) là một cầu thủ bóng đá người Nhật Bản.

## Sự nghiệp câu lạc bộ
Makoto Sunakawa đã từng chơi cho Kashiwa Reysol, Consadole Sapporo và FC Gifu.